# Recrue du mois (Ligue majeure de baseball)
La recrue du mois est un prix de la Ligue majeure de baseball. Remis six fois par année, d'avril à septembre, il récompense le joueur recrue ayant offert les meilleures performances dans la Ligue nationale et la Ligue américaine de baseball. Le prix est remis depuis la saison 2001.

## Records

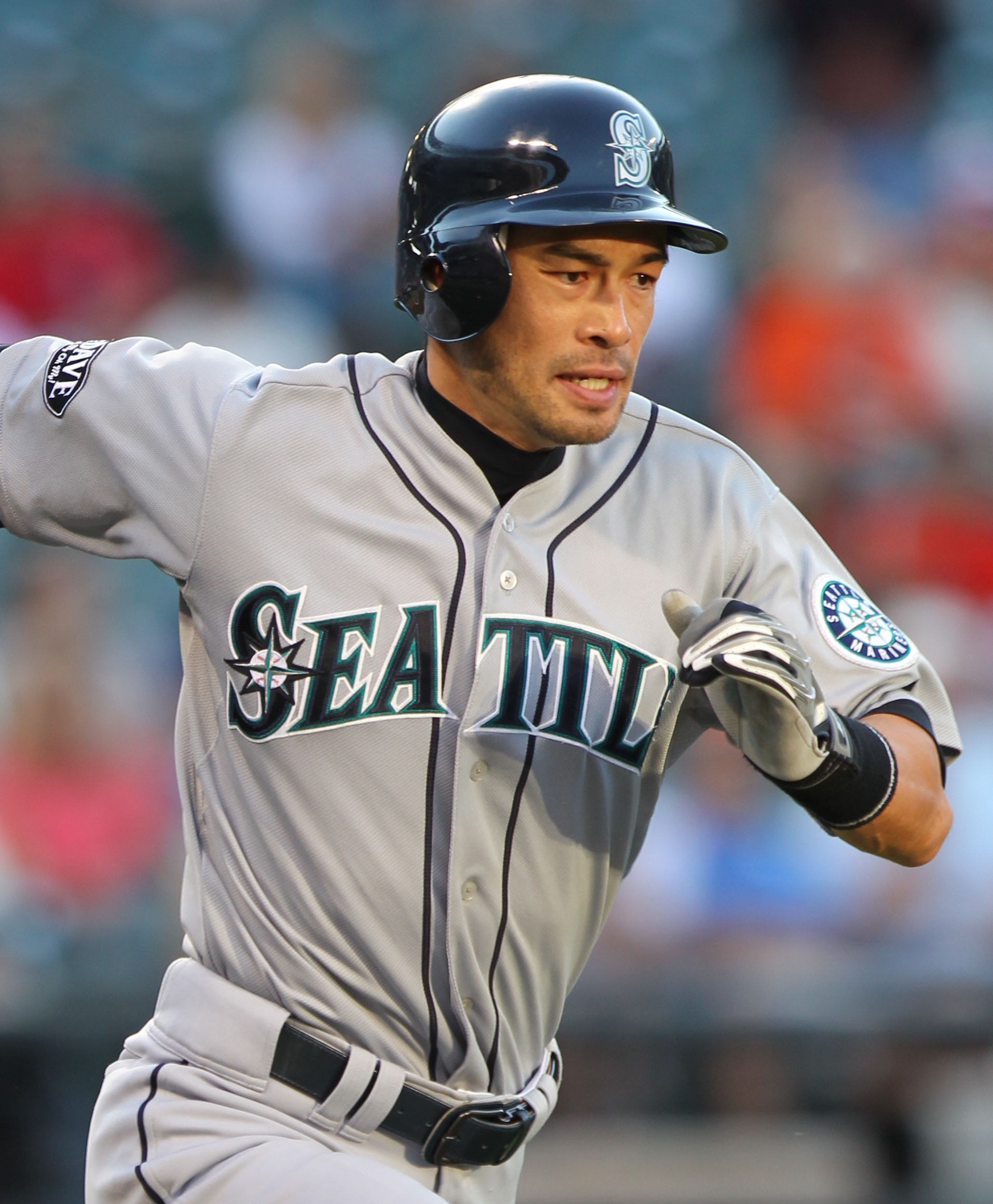
Ichiro Suzuki.

Sont éligibles les joueurs de première année qui répondent aux critères de la ligue pour définir une recrue. Il est techniquement possible pour un lauréat multiple de gagner le prix deux années différentes, les nouveaux joueurs faisant souvent leurs premiers pas dans le baseball majeur en septembre, dernier mois de la saison régulière, avant d'intégrer de façon permanente l'effectif au printemps suivant. Ichiro Suzuki en 2001 avec les Mariners de Seattle et Mike Trout avec les Angels de Los Angeles en 2012 se partagent le record avec chacun 4 récompenses de recrue du mois dans la Ligue américaine. Trout est le seul à l'avoir reçu pour 4 mois consécutifs. Le record de la Ligue nationale appartient à Jason Bay, récipiendaire à 3 reprises en 2004.
Le prix de la recrue du mois ne détermine pas le gagnant du prix annuel de la recrue de l'année. Sans surprise, la majorité des lauréats de ce dernier prix ont par contre reçu un ou plusieurs prix de recrue du mois. Les seules exceptions sont Huston Street, recrue de l'année 2005 en Ligue américaine, et Hanley Ramírez, recrue de l'année 2006 en Ligue nationale, qui n'ont jamais reçu l'honneur mensuel.

## Gagnants

### 2001-2009
| Année | Mois      | Ligue nationale        | Équipe                    | Ligue américaine  | Équipe                  |
| ----- | --------- | ---------------------- | ------------------------- | ----------------- | ----------------------- |
| 2001  | Avril     | Albert Pujols          | Cardinals de Saint-Louis  | Ichiro Suzuki     | Mariners de Seattle     |
| 2001  | Mai       | Albert Pujols          | Cardinals de Saint-Louis  | Ichiro Suzuki     | Mariners de Seattle     |
| 2001  | Juin      | Ben Sheets             | Brewers de Milwaukee      | Josh Towers       | Orioles de Baltimore    |
| 2001  | Juillet   | Pedro Feliz            | Giants de San Francisco   | CC Sabathia       | Indians de Cleveland    |
| 2001  | Août      | Roy Oswalt             | Astros de Houston         | Ichiro Suzuki     | Mariners de Seattle     |
| 2001  | Septembre | Bud Smith              | Cardinals de Saint-Louis  | Ichiro Suzuki     | Mariners de Seattle     |
| 2002  | Avril     | Kazuhisa Ishii         | Dodgers de Los Angeles    | Carlos Peña       | Athletics d'Oakland     |
| 2002  | Mai       | Austin Kearns          | Reds de Cincinnati        | Ryan Drese        | Indians de Cleveland    |
| 2002  | Juin      | Jason Simontacchi      | Cardinals de Saint-Louis  | Eric Hinske       | Blue Jays de Toronto    |
| 2002  | Juillet   | Kirk Saarloos          | Astros de Houston         | Rodrigo López     | Orioles de Baltimore    |
| 2002  | Août      | Jason Jennings         | Rockies du Colorado       | Josh Phelps       | Blue Jays de Toronto    |
| 2002  | Septembre | Endy Chávez            | Expos de Montréal         | Josh Phelps       | Blue Jays de Toronto    |
| 2003  | Avril     | Hee-seop Choi          | Cubs de Chicago           | Rocco Baldelli    | Devil Rays de Tampa Bay |
| 2003  | Mai       | Xavier Nady            | Padres de San Diego       | Rocco Baldelli    | Devil Rays de Tampa Bay |
| 2003  | Juin      | Dontrelle Willis       | Marlins de la Floride     | Hideki Matsui     | Yankees de New York     |
| 2003  | Juillet   | Miguel Cabrera         | Marlins de la Floride     | Ángel Berroa      | Royals de Kansas City   |
| 2003  | Août      | Scott Podsednik        | Brewers de Milwaukee      | Rafael Soriano    | Mariners de Seattle     |
| 2003  | Septembre | Miguel Cabrera         | Marlins de la Floride     | Reed Johnson      | Blue Jays de Toronto    |
| 2004  | Avril     | Khalil Greene          | Padres de San Diego       | Gerald Laird      | Rangers du Texas        |
| 2004  | Mai       | Terrmel Sledge         | Expos de Montréal         | Kevin Youkilis    | Red Sox de Boston       |
| 2004  | Juin      | Jason Bay              | Pirates de Pittsburgh     | Bobby Crosby      | Athletics d'Oakland     |
| 2004  | Juillet   | Jason Bay              | Pirates de Pittsburgh     | Robb Quinlan      | Angels d'Anaheim        |
| 2004  | Août      | Khalil Greene          | Padres de San Diego       | Frank Francisco   | Rangers du Texas        |
| 2004  | Septembre | Jason Bay              | Pirates de Pittsburgh     | Ross Gload        | White Sox de Chicago    |
| 2005  | Avril     | Clint Barmes           | Rockies du Colorado       | Gustavo Chacín    | Blue Jays de Toronto    |
| 2005  | Mai       | Ryan Church            | Nationals de Washington   | Damon Hollins     | Devil Rays de Tampa Bay |
| 2005  | Juin      | Garrett Atkins         | Rockies du Colorado       | Joe Blanton       | Athletics d'Oakland     |
| 2005  | Juillet   | Zach Duke              | Pirates de Pittsburgh     | Gustavo Chacín    | Blue Jays de Toronto    |
| 2005  | Août      | Zach Duke              | Pirates de Pittsburgh     | Joe Blanton       | Athletics d'Oakland     |
| 2005  | Septembre | Ryan Howard            | Phillies de Philadelphie  | Robinson Canó     | Yankees de New York     |
| 2006  | Avril     | Prince Fielder         | Brewers de Milwaukee      | Jonathan Papelbon | Red Sox de Boston       |
| 2006  | Mai       | Josh Johnson           | Marlins de la Floride     | Justin Verlander  | Tigers de Détroit       |
| 2006  | Juin      | Josh Johnson Dan Uggla | Marlins de la Floride     | Francisco Liriano | Twins du Minnesota      |
| 2006  | Juillet   | Josh Barfield          | Padres de San Diego       | Francisco Liriano | Twins du Minnesota      |
| 2006  | Août      | Chris Duncan           | Cardinals de Saint-Louis  | Nick Markakis     | Orioles de Baltimore    |
| 2006  | Septembre | Aníbal Sánchez         | Marlins de la Floride     | Boof Bonser       | Twins du Minnesota      |
| 2007  | Avril     | Josh Hamilton          | Reds de Cincinnati        | Hideki Okajima    | Red Sox de Boston       |
| 2007  | Mai       | Hunter Pence           | Astros de Houston         | Dustin Pedroia    | Red Sox de Boston       |
| 2007  | Juin      | Ryan Braun             | Brewers de Milwaukee      | Brian Bannister   | Royals de Kansas City   |
| 2007  | Juillet   | Ryan Braun             | Brewers de Milwaukee      | Billy Butler      | Royals de Kansas City   |
| 2007  | Août      | Troy Tulowitzki        | Rockies du Colorado       | Brian Bannister   | Royals de Kansas City   |
| 2007  | Septembre | James Loney            | Dodgers de Los Angeles    | Jacoby Ellsbury   | Red Sox de Boston       |
| 2008  | Avril     | Geovany Soto           | Cubs de Chicago           | David Murphy      | Rangers du Texas        |
| 2008  | Mai       | Blake DeWitt           | Dodgers de Los Angeles    | Aaron Laffey      | Indians de Cleveland    |
| 2008  | Juin      | Jair Jurrjens          | Braves d'Atlanta          | Evan Longoria     | Rays de Tampa Bay       |
| 2008  | Juillet   | Ian Stewart            | Rockies du Colorado       | Chris Davis       | Rangers du Texas        |
| 2008  | Août      | Geovany Soto           | Cubs de Chicago           | Alexei Ramírez    | White Sox de Chicago    |
| 2008  | Septembre | Joey Votto             | Reds de Cincinnati        | Scott Lewis       | Indians de Cleveland    |
| 2009  | Avril     | Brian Barden           | Cardinals de Saint-Louis  | Scott Richmond    | Blue Jays de Toronto    |
| 2009  | Mai       | Gerardo Parra          | Diamondbacks de l'Arizona | Rick Porcello     | Tigers de Détroit       |
| 2009  | Juin      | Tommy Hanson           | Braves d'Atlanta          | Nolan Reimold     | Orioles de Baltimore    |
| 2009  | Juillet   | Garrett Jones          | Pirates de Pittsburgh     | Gordon Beckham    | White Sox de Chicago    |
| 2009  | Août      | Chris Coghlan          | Marlins de la Floride     | Andrew Bailey     | Athletics d'Oakland     |
| 2009  | Septembre | Casey McGehee          | Brewers de Milwaukee      | Brett Anderson    | Athletics d'Oakland     |

### Depuis 2010
| Année | Mois      | Ligue nationale    | Équipe                    | Ligue américaine        | Équipe                                 |
| ----- | --------- | ------------------ | ------------------------- | ----------------------- | -------------------------------------- |
| 2010  | Avril     | Jason Heyward      | Braves d'Atlanta          | Austin Jackson          | Tigers de Détroit                      |
| 2010  | Mai       | Jason Heyward      | Braves d'Atlanta          | Brennan Boesch          | Tigers de Détroit                      |
| 2010  | Juin      | Gaby Sánchez       | Marlins de la Floride     | Brennan Boesch          | Tigers de Détroit                      |
| 2010  | Juillet   | Buster Posey       | Giants de San Francisco   | Wade Davis              | Rays de Tampa Bay                      |
| 2010  | Août      | Daniel Hudson      | Diamondbacks de l'Arizona | Brian Matusz            | Orioles de Baltimore                   |
| 2010  | Septembre | Pedro Alvarez      | Pirates de Pittsburgh     | Neftalí Feliz           | Rangers du Texas                       |
| 2011  | Avril     | Darwin Barney      | Cubs de Chicago           | Michael Pineda          | Mariners de Seattle                    |
| 2011  | Mai       | Justin Turner      | Mets de New York          | Jeremy Hellickson       | Rays de Tampa Bay                      |
| 2011  | Juin      | Craig Kimbrel      | Braves d'Atlanta          | Ben Revere Jemile Weeks | Twins du Minnesota Athletics d'Oakland |
| 2011  | Juillet   | Freddie Freeman    | Braves d'Atlanta          | Eric Hosmer             | Royals de Kansas City                  |
| 2011  | Août      | Craig Kimbrel      | Braves d'Atlanta          | Mike Carp               | Mariners de Seattle                    |
| 2011  | Septembre | Dee Gordon         | Dodgers de Los Angeles    | Eric Hosmer             | Royals de Kansas City                  |
| 2012  | Avril     | Wade Miley         | Diamondbacks de l'Arizona | Yu Darvish              | Rangers du Texas                       |
| 2012  | Mai       | Bryce Harper       | Nationals de Washington   | Mike Trout              | Angels de Los Angeles                  |
| 2012  | Juin      | Andrelton Simmons  | Braves d'Atlanta          | Mike Trout              | Angels de Los Angeles                  |
| 2012  | Juillet   | Anthony Rizzo      | Cubs de Chicago           | Mike Trout              | Angels de Los Angeles                  |
| 2012  | Août      | Todd Frazier       | Reds de Cincinnati        | Mike Trout              | Angels de Los Angeles                  |
| 2012  | Septembre | Bryce Harper       | Nationals de Washington   | Yoenis Céspedes         | Athletics d'Oakland                    |
| 2013  | Avril     | Evan Gattis        | Braves d'Atlanta          | Justin Grimm            | Rangers du Texas                       |
| 2013  | Mai       | Evan Gattis        | Braves d'Atlanta          | Nate Freiman            | Athletics d'Oakland                    |
| 2013  | Juin      | Yasiel Puig        | Dodgers de Los Angeles    | José Iglesias           | Red Sox de Boston                      |
| 2013  | Juillet   | José Fernández     | Marlins de Miami          | Chris Archer            | Rays de Tampa Bay                      |
| 2013  | Août      | José Fernández     | Marlins de Miami          | Martín Pérez            | Rangers du Texas                       |
| 2013  | Septembre | Gerrit Cole        | Pirates de Pittsburgh     | Wil Myers               | Rays de Tampa Bay                      |
| 2014  | Avril     | Chris Owings       | Diamondbacks de l'Arizona | José Abreu              | White Sox de Chicago                   |
| 2014  | Mai       | Kolten Wong        | Cardinals de Saint-Louis  | George Springer         | Astros de Houston                      |
| 2014  | Juin      | Billy Hamilton     | Reds de Cincinnati        | José Abreu              | White Sox de Chicago                   |
| 2014  | Juillet   | Jacob deGrom       | Mets de New York          | José Abreu              | White Sox de Chicago                   |
| 2014  | Août      | Kyle Hendricks     | Cubs de Chicago           | Matt Shoemaker          | Angels de Los Angeles                  |
| 2014  | Septembre | Jacob deGrom       | Mets de New York          | Collin McHugh           | Astros de Houston                      |
| 2015  | Avril     | Alex Guerrero      | Dodgers de Los Angeles    | Devon Travis            | Blue Jays de Toronto                   |
| 2015  | Mai       | Kris Bryant        | Cubs de Chicago           | Delino DeShields, Jr.   | Rangers du Texas                       |
| 2015  | Juin      | Maikel Franco      | Phillies de Philadelphie  | Carlos Correa           | Astros de Houston                      |
| 2015  | Juillet   | Jung-ho Kang       | Pirates de Pittsburgh     | Andrew Heaney           | Angels de Los Angeles                  |
| 2015  | Août      | Kris Bryant        | Cubs de Chicago           | Miguel Sanó             | Twins du Minnesota                     |
| 2015  | Septembre | Justin Bour        | Marlins de Miami          | Francisco Lindor        | Indians de Cleveland                   |
| 2016  | Avril     | Trevor Story       | Rockies du Colorado       | Nomar Mazara            | Rangers du Texas                       |
| 2016  | Mai       | Steven Matz        | Mets de New York          | Nomar Mazara (2)        | Rangers du Texas                       |
| 2016  | Juin      | Corey Seager       | Dodgers de Los Angeles    | Tyler Naquin            | Indians de Cleveland                   |
| 2016  | Juillet   | Ryan Schimpf       | Padres de San Diego       | Tyler Naquin (2)        | Indians de Cleveland                   |
| 2016  | Août      | Trea Turner        | Nationals de Washington   | Gary Sánchez            | Yankees de New York                    |
| 2016  | Septembre | Trea Turner (2)    | Nationals de Washington   | Ryon Healy              | Athletics d'Oakland                    |
| 2017  | Avril     | Antonio Senzatela  | Rockies du Colorado       | Aaron Judge             | Yankees de New York                    |
| 2017  | Mai       | Cody Bellinger     | Dodgers de Los Angeles    | Aaron Judge (2)         | Yankees de New York                    |
| 2017  | Juin      | Cody Bellinger (2) | Dodgers de Los Angeles    | Aaron Judge (3)         | Yankees de New York                    |
| 2017  | Juillet   | Paul DeJong        | Cardinals de Saint-Louis  | Yulieski Gurriel        | Astros de Houston                      |
| 2017  | Août      | Rhys Hoskins       | Phillies de Philadelphie  | Andrew Benintendi       | Red Sox de Boston                      |
| 2017  | Septembre | José Martínez      | Cardinals de Saint-Louis  | Aaron Judge (4)         | Yankees de New York                    |